# Saint-Mandé-sur-Brédoire
Pour les articles homonymes, voir Saint-Mandé (homonymie) et Brédoire (homonymie).

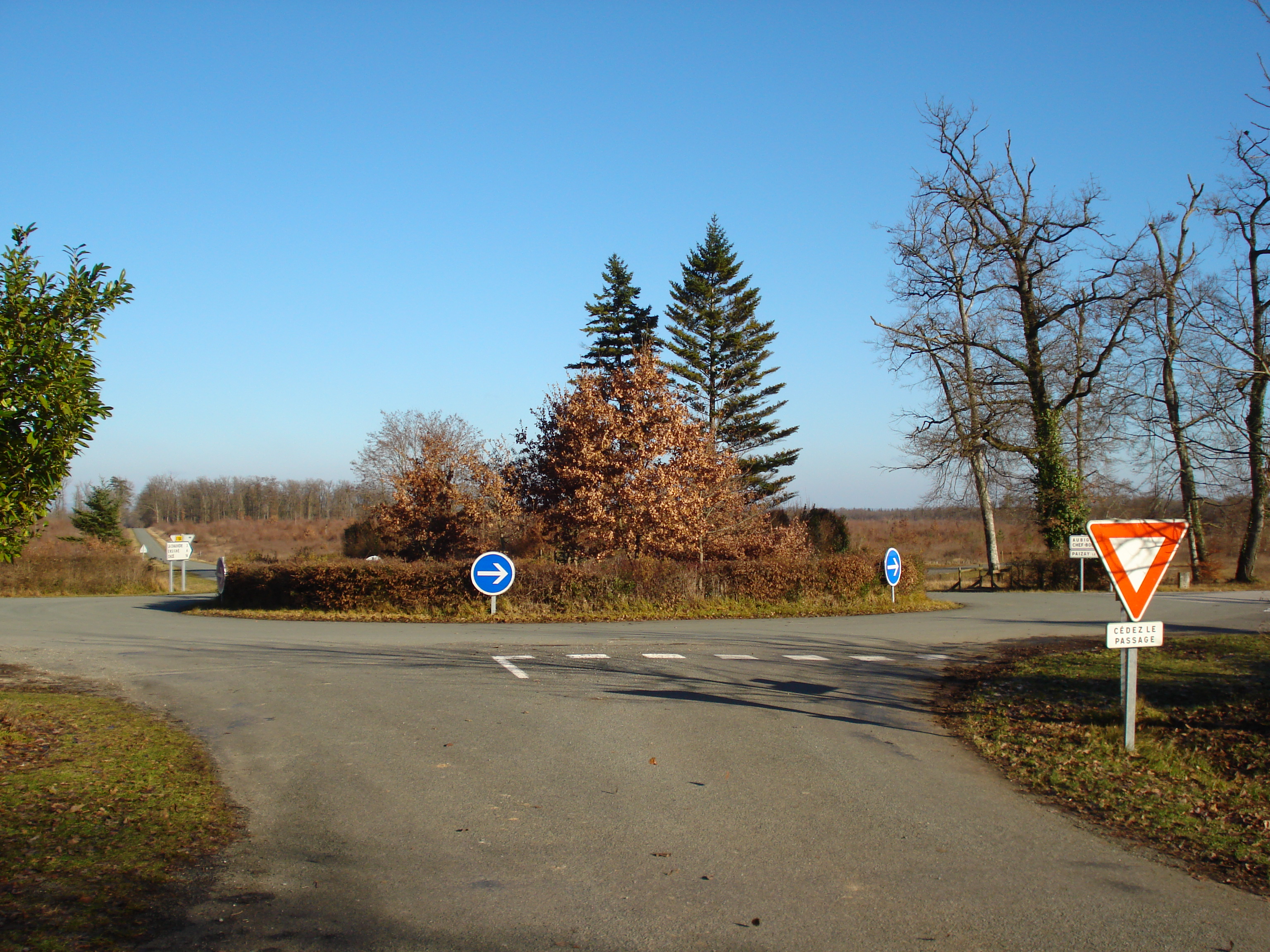
Le rond-point au cœur de la forêt d'Aulnay.

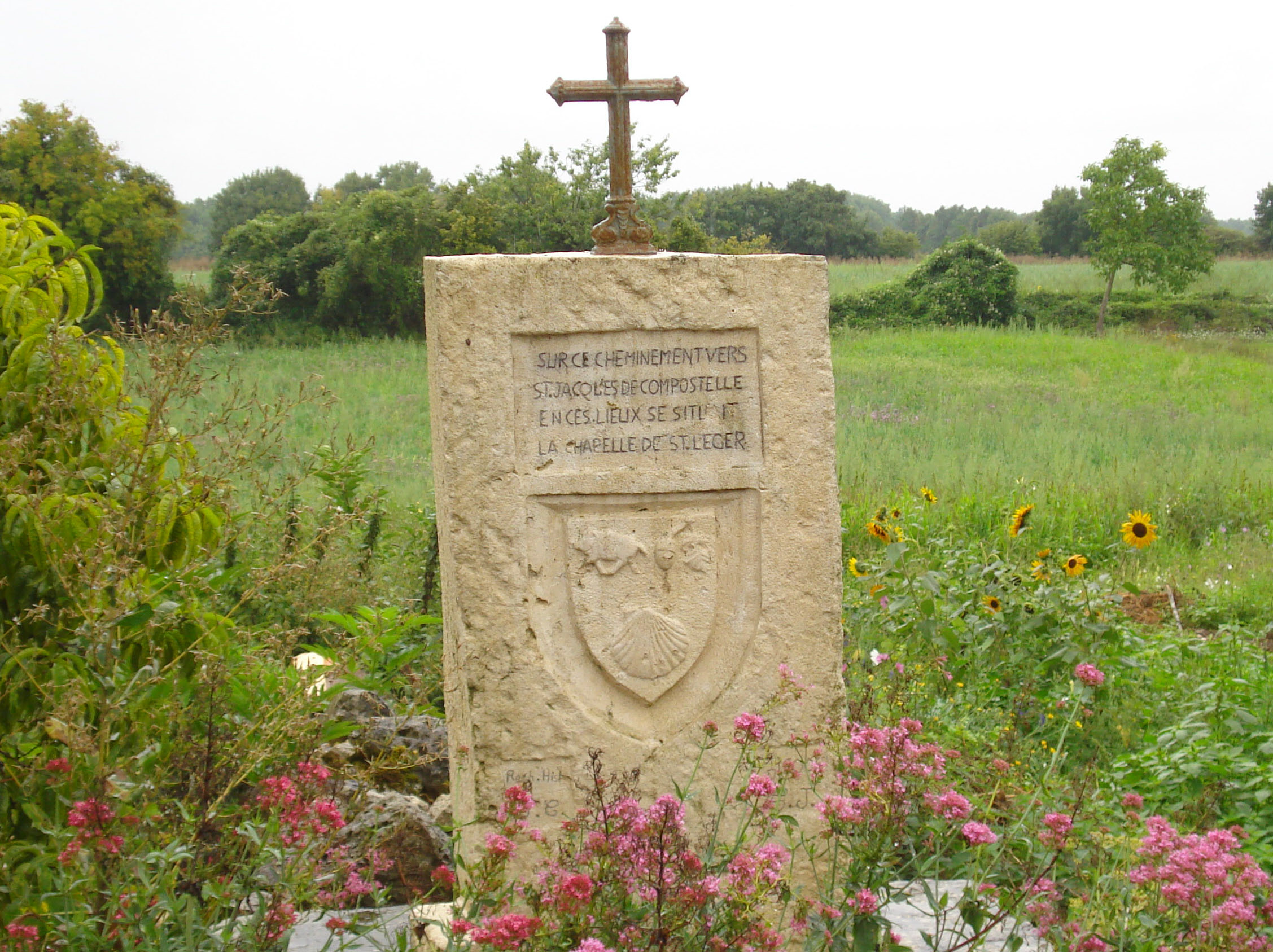
La borne qui rappelle l'ancienne présence d'une chapelle à Saint-Léger.

Saint-Mandé-sur-Brédoire est une commune du Sud-Ouest de la France située dans le département de la Charente-Maritime, en région Nouvelle-Aquitaine.
Ses habitants sont appelés les Saint-Mandéens et les Saint-Mandéennes.
Dans cette commune rurale du canton de Matha se situe le deuxième point culminant du département au site du Croc à 167 mètres d'altitude.

## Géographie

### Le cadre géographique
Située en limite du département des Deux-Sèvres, Saint-Mandé-sur-Brédoire partage une grande partie de son finage communal avec la forêt domaniale d'Aulnay qui y  recouvre plus du tiers de la surface totale. Cette forêt essentiellement composée de feuillus dont une grande partie de chênes possédait une belle hêtraie avant que la tempête Martin ne la balaye pratiquement en entier dans la nuit du 27 au 28 décembre 1999.
Le point culminant de la commune se trouve au lieu-dit le Croc à 167 mètres et le point le plus bas se situe à 65 mètres à proximité de la Fontaine de Saint-Aubin qui est la source de la Brédoire.

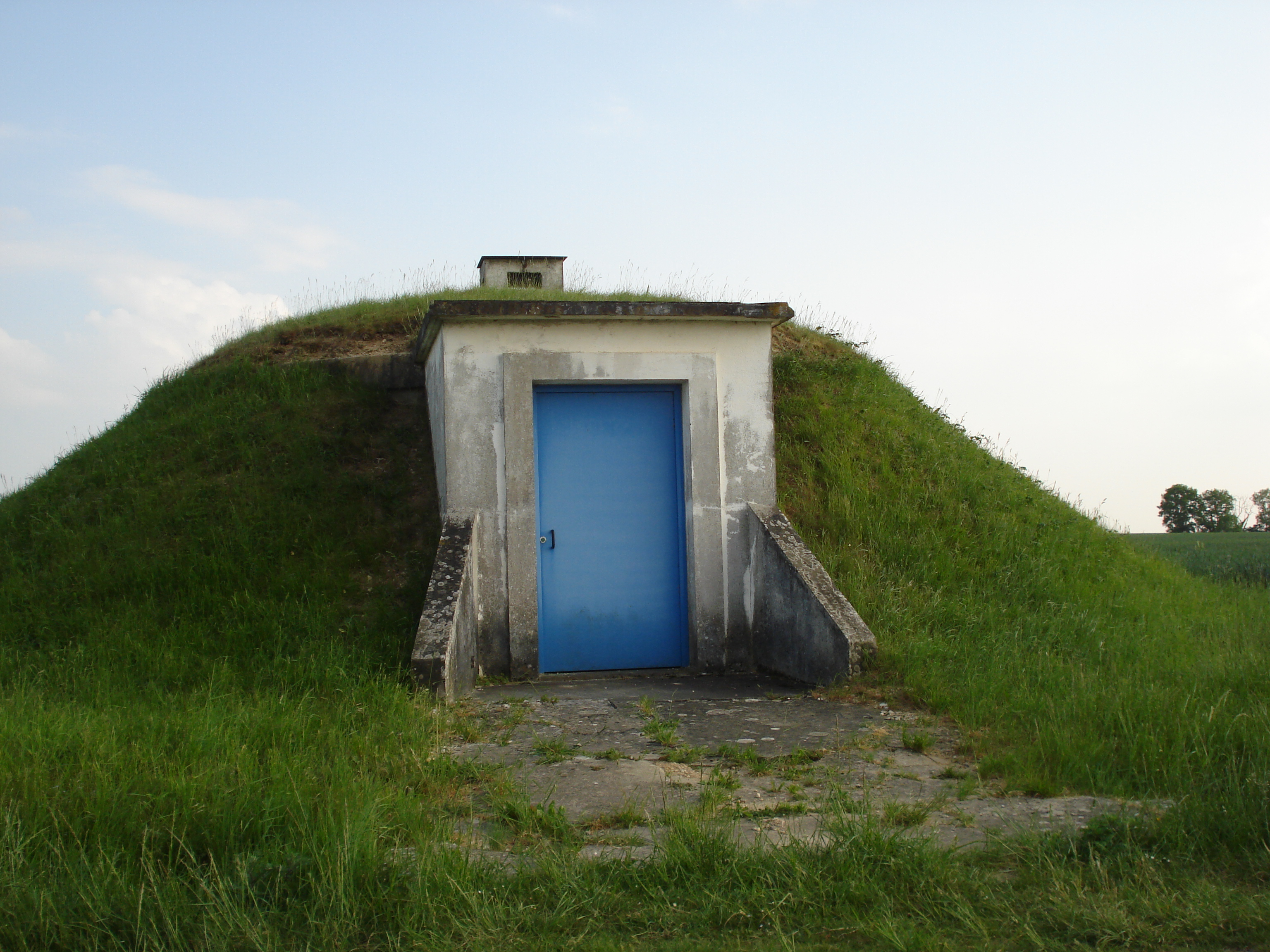
Le château d'eau du Croc.
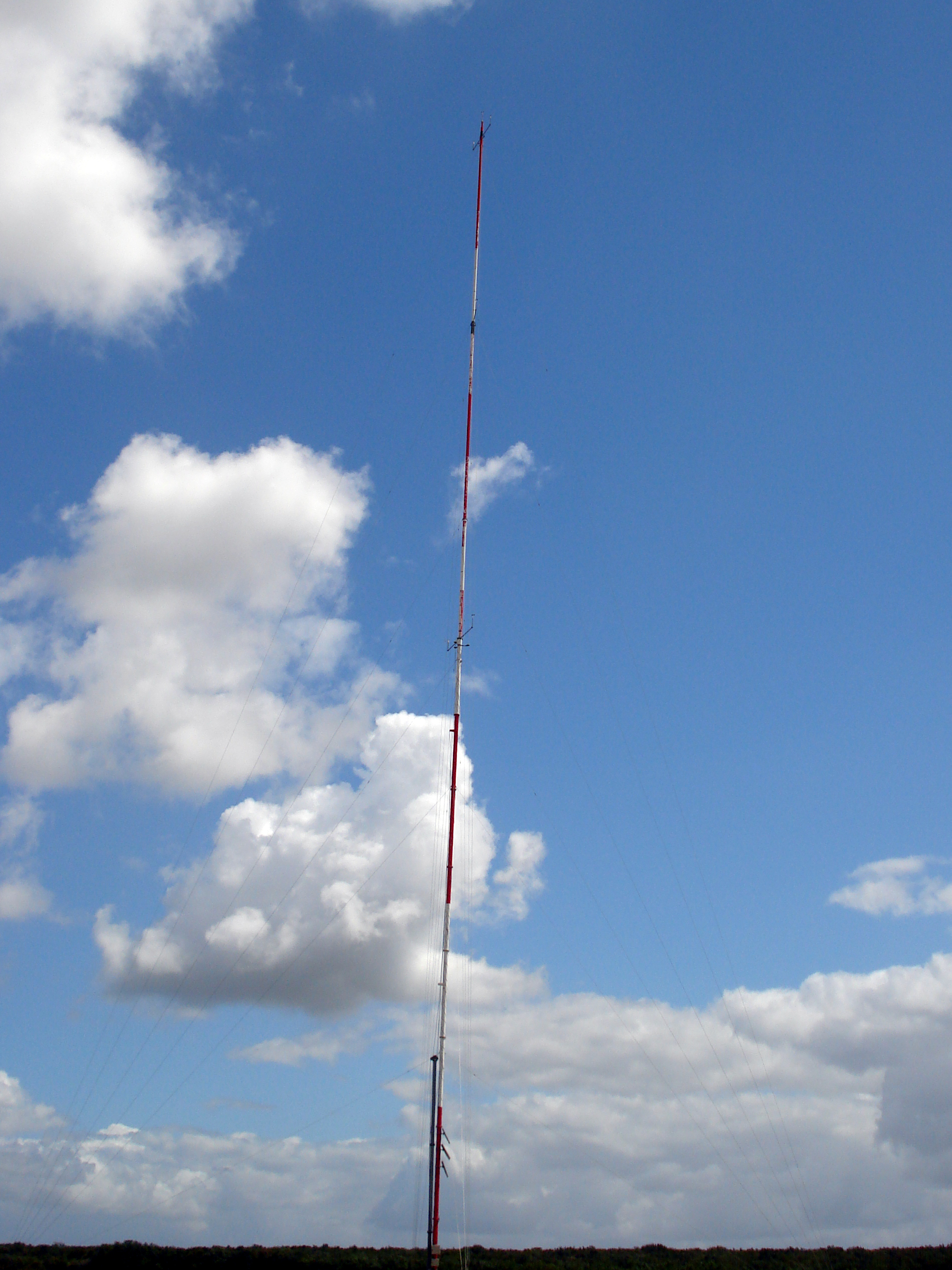
Un test éolien à proximité du site du Croc.

### Localisation et accès

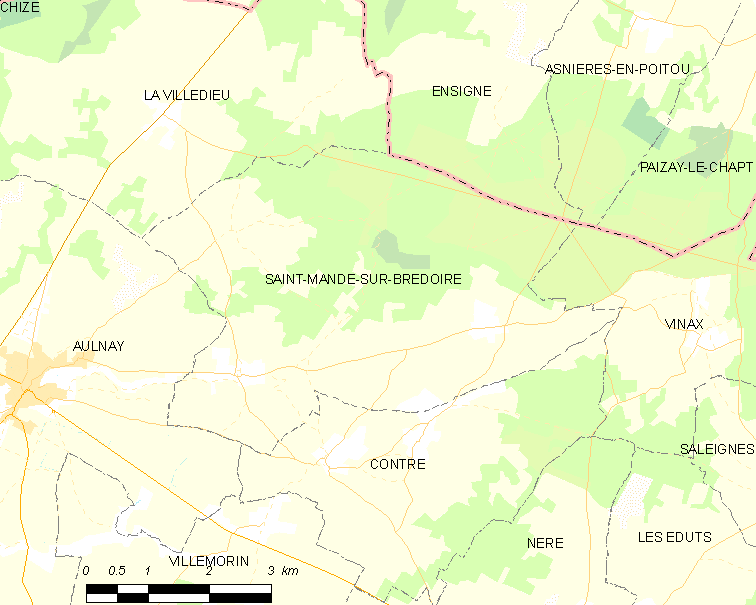
Le plan de la commune.

Saint-Mandé-sur-Brédoire se trouve à 3,5 km à l'est d'Aulnay-de-Saintonge et à 24 km au nord-est de Saint-Jean-d'Angély, chef-lieu d'arrondissement et principale ville de la Saintonge du Nord.
La commune est étendue autour d'un axe principal : la route départementale 129 qui part d'Aulnay en direction de Chef-Boutonne.

### Lieux-dits et hameaux
La commune est composée de plusieurs villages dont le plus important est Saint-Mandé. À l'origine, il y avait deux bourgs Saint-Mandé et Saint-Brice, aujourd'hui il reste l'église de Saint-Brice et le patronyme de Saint-Mandé.
Les autres villages sont par ordre d'importance Saint-Léger, un hameau très ancien situé au nord de Saint-Mandé, Gâtebourse situé sur la D 129 en bordure de la forêt, les Portes siège d'une seigneurie importante au Moyen Âge, Ferrières, Tirevieille, les Loges, Guetteport siège du domaine du Grand Lopin, Curegousset et le Lizot qui fut transformé en camp de naturistes dans les années 1960 et 1970 avant de devenir actuellement un camping.
Les noms de villages comme Gâtebourse ou Curegousset laissent à penser que ces lieux présentaient l'occasion de délester les voyageurs de leurs biens à la sortie de la forêt.
Les hameaux disparus sont Charbonneau et la Tuilerie à proximité du Lizot, la Sivernie en amont des Portes, le Moulin entre Saint-Mandé et Tirevieille et Goize entre Saint-Léger et Saint-Mandé.

### Communes limitrophes
| La Villedieu | Ensigné (Deux-Sèvres)    | Asnières-en-Poitou (Deux-Sèvres) sur 10 m |
| Aulnay       | Saint-Mandé-sur-Brédoire | Vinax                                     |
|              | Contré                   |                                           |

### Hydrographie
Le ruisseau de la Brédoire se jette dans la rivière Boutonne, affluent du fleuve Charente. Malgré ses 14,3 km, la Brédoire a submergé le centre d'Aulnay-de-Saintonge lors des inondations de décembre 1982.
Le Palud, seul affluent de la Brédoire prend aussi sa source sur la commune.

## Urbanisme

### Typologie
Au 1er janvier 2024, Saint-Mandé-sur-Brédoire est catégorisée commune rurale à habitat très dispersé, selon la nouvelle grille communale de densité à 7 niveaux définie par l'Insee en 2022.
Elle est située hors unité urbaine et hors attraction des villes,.

### Occupation des sols
L'occupation des sols de la commune, telle qu'elle ressort de la base de données européenne d’occupation biophysique des sols Corine Land Cover (CLC), est marquée par l'importance des territoires agricoles (56,9 % en 2018), une proportion sensiblement équivalente à celle de 1990 (56,8 %). La répartition détaillée en 2018 est la suivante : 
terres arables (53,4 %), forêts (30 %), milieux à végétation arbustive et/ou herbacée (13 %), zones agricoles hétérogènes (3,6 %). L'évolution de l’occupation des sols de la commune et de ses infrastructures peut être observée sur les différentes représentations cartographiques du territoire : la carte de Cassini (XVIIIe siècle), la carte d'état-major (1820-1866) et les cartes ou photos aériennes de l'IGN pour la période actuelle (1950 à aujourd'hui).

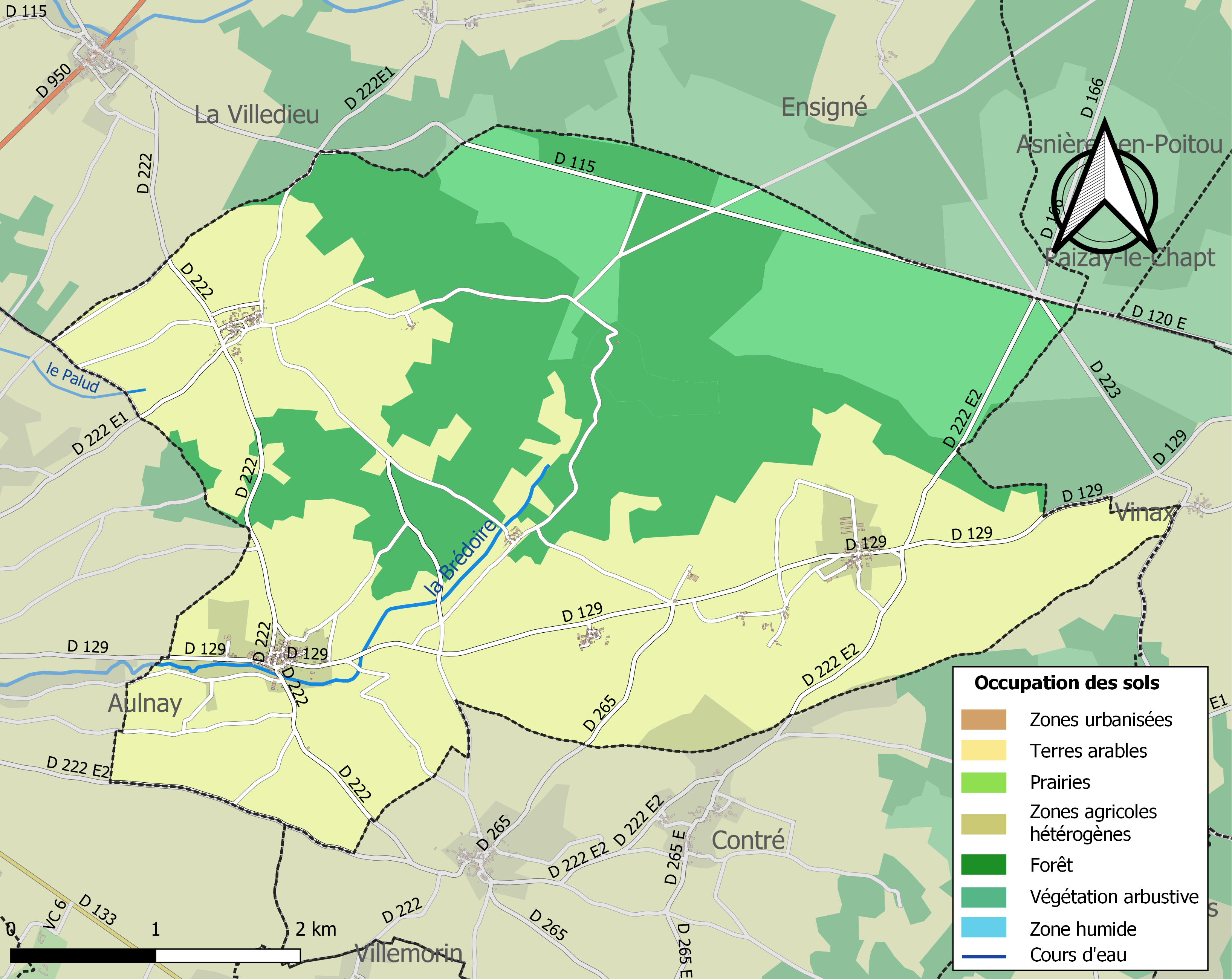
Carte des infrastructures et de l'occupation des sols de la commune en 2018 (CLC).

### Risques majeurs
Le territoire de la commune de Saint-Mandé-sur-Brédoire est vulnérable à différents aléas naturels : météorologiques (tempête, orage, neige, grand froid, canicule ou sécheresse), inondations, mouvements de terrains et séisme (sismicité modérée). Il est également exposé à un risque technologique, le transport de matières dangereuses. Un site publié par le BRGM permet d'évaluer simplement et rapidement les risques d'un bien localisé soit par son adresse soit par le numéro de sa parcelle.

#### Risques naturels
Certaines parties du territoire communal sont susceptibles d’être affectées par le risque d’inondation par débordement de cours d'eau, notamment la Brédoire. La commune a été reconnue en état de catastrophe naturelle au titre des dommages causés par les inondations et coulées de boue survenues en 1982, 1999 et 2010,.

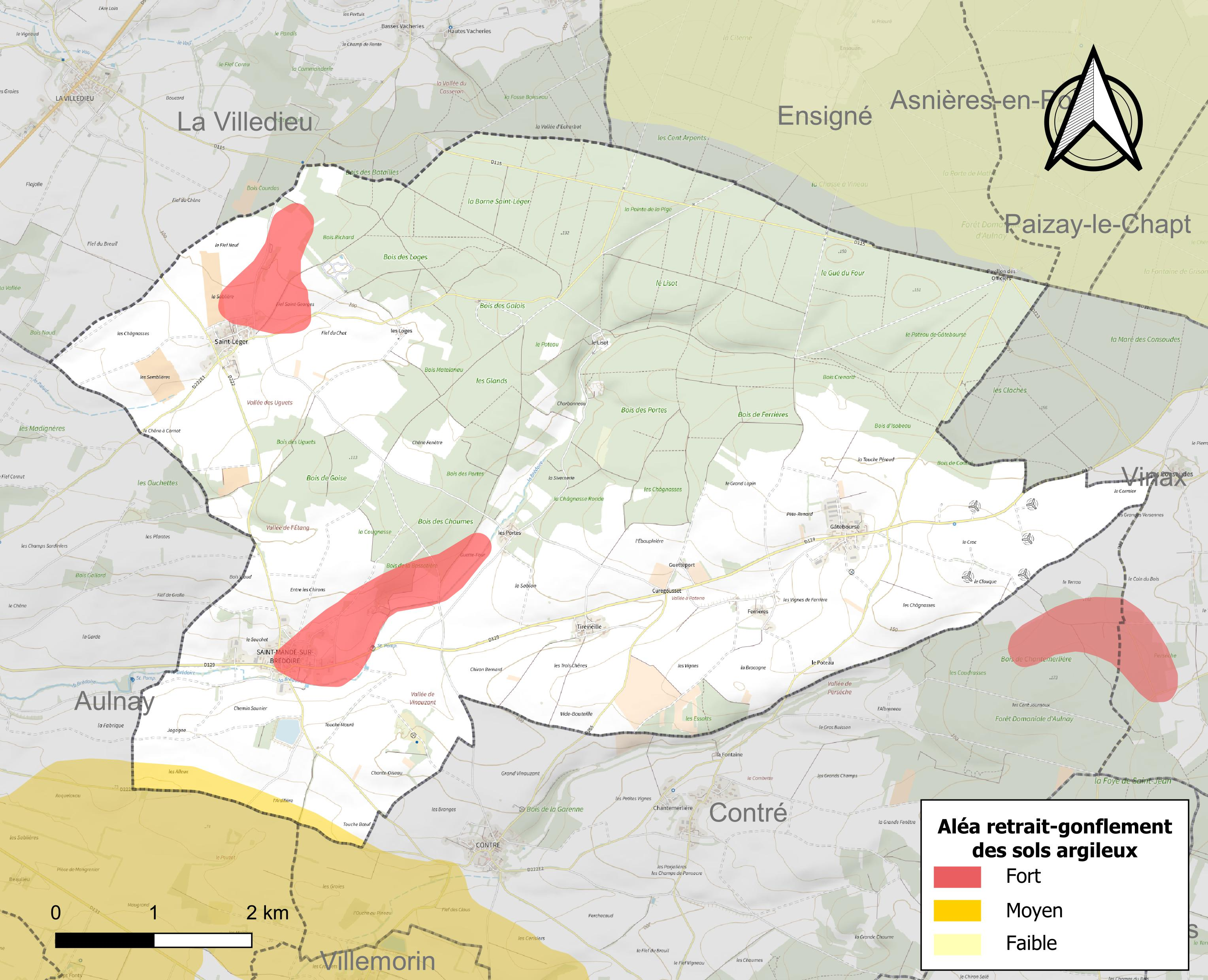
Carte des zones d'aléa retrait-gonflement des sols argileux de Saint-Mandé-sur-Brédoire.

Les mouvements de terrains susceptibles de se produire sur la commune sont des tassements différentiels.
Le retrait-gonflement des sols argileux est susceptible d'engendrer des dommages importants aux bâtiments en cas d’alternance de périodes de sécheresse et de pluie. 5,2 % de la superficie communale est en aléa moyen ou fort (54,2 % au niveau départemental et 48,5 % au niveau national). Sur les 204 bâtiments dénombrés sur la commune en 2019, 62 sont en aléa moyen ou fort, soit 30 %, à comparer aux 57 % au niveau départemental et 54 % au niveau national. Une cartographie de l'exposition du territoire national au retrait gonflement des sols argileux est disponible sur le site du BRGM,.
Par ailleurs, afin de mieux appréhender le risque d’affaissement de terrain, l'inventaire national des cavités souterraines permet de localiser celles situées sur la commune.
Concernant les mouvements de terrains, la commune a été reconnue en état de catastrophe naturelle au titre des dommages causés par des mouvements de terrain en 1999 et 2010.

#### Risques technologiques
Le risque de transport de matières dangereuses sur la commune est lié à sa traversée par une ou des infrastructures routières ou ferroviaires importantes ou la présence d'une canalisation de transport d'hydrocarbures. Un accident se produisant sur de telles infrastructures est susceptible d’avoir des effets graves sur les biens, les personnes ou l'environnement, selon la nature du matériau transporté. Des dispositions d’urbanisme peuvent être préconisées en conséquence.

## Toponymie
Le toponyme de Saint-Mandé provient de Mandez, ermite d'origine irlandaise.

## Démographie
L'évolution du nombre d'habitants est connue à travers les recensements de la population effectués dans la commune depuis 1793. Pour les communes de moins de 10 000 habitants, une enquête de recensement portant sur toute la population est réalisée tous les cinq ans, les populations de référence des années intermédiaires étant quant à elles estimées par interpolation ou extrapolation. Pour la commune, le premier recensement exhaustif entrant dans le cadre du nouveau dispositif a été réalisé en 2004.

En 2022, la commune comptait 298 habitants, en évolution de −3,25 % par rapport à 2016 (Charente-Maritime : +4,04 %, France hors Mayotte : +2,11 %).
| 1793 | 1800 | 1806 | 1821 | 1831 | 1836 | 1841 | 1846 | 1851 |
| ---- | ---- | ---- | ---- | ---- | ---- | ---- | ---- | ---- |
| 672  | 689  | 700  | 870  | 809  | 782  | 821  | 812  | 780  |

| 1856 | 1861 | 1866 | 1872 | 1876 | 1881 | 1886 | 1891 | 1896 |
| ---- | ---- | ---- | ---- | ---- | ---- | ---- | ---- | ---- |
| 747  | 759  | 737  | 654  | 712  | 653  | 613  | 587  | 559  |

| 1901 | 1906 | 1911 | 1921 | 1926 | 1931 | 1936 | 1946 | 1954 |
| ---- | ---- | ---- | ---- | ---- | ---- | ---- | ---- | ---- |
| 526  | 508  | 522  | 532  | 483  | 503  | 482  | 473  | 448  |

| 1962 | 1968 | 1975 | 1982 | 1990 | 1999 | 2004 | 2006 | 2009 |
| ---- | ---- | ---- | ---- | ---- | ---- | ---- | ---- | ---- |
| 464  | 430  | 403  | 354  | 318  | 340  | 301  | 318  | 314  |

| 2014 | 2019 | 2022 | - | - | - | - | - | - |
| ---- | ---- | ---- | - | - | - | - | - | - |
| 306  | 311  | 298  | - | - | - | - | - | - |

Si la commune de Saint-Mandé-sur-Brédoire fait partie des communes les plus peuplées du canton d'Aulnay, elle a connu une dépopulation importante depuis le lendemain de la Seconde Guerre mondiale, toutefois dans des proportions beaucoup moins sévères que les petites communes rurales et forestières du nord-est de ce canton.
Cette commune agricole et forestière, comme beaucoup dans cette partie du nord-est de la Charente-Maritime, appartient à ces zones rurales en voie de désertification où le problème démographique est particulièrement préoccupant. Lors du recensement de 2007, Saint-Mandé-sur-Brédoire comptait 316 habitants, soit son chiffre de population le plus bas de toute son histoire démographique de la période contemporaine. À son apogée au début du XIXe siècle, pendant la Restauration, elle en comptait le triple, 870 habitants en 1821. Mais l'accélération de la dépopulation de la commune est observée depuis la fin de la Seconde Guerre mondiale où Saint-Mandé-sur-Brédoire a perdu près d'un tiers de sa population en moins d'un demi-siècle seulement passant de 473 habitants en 1946 à 318 habitants en 1990.
Aujourd’hui la densité communale est tombée à 14 hab/km², elle est inférieure à celle de son canton qui se maintient à peine à 20 hab/km² en 2007. Saint-Mandé-sur-Brédoire fait partie des communes les moins densément peuplées de la Charente-Maritime.

## Histoire

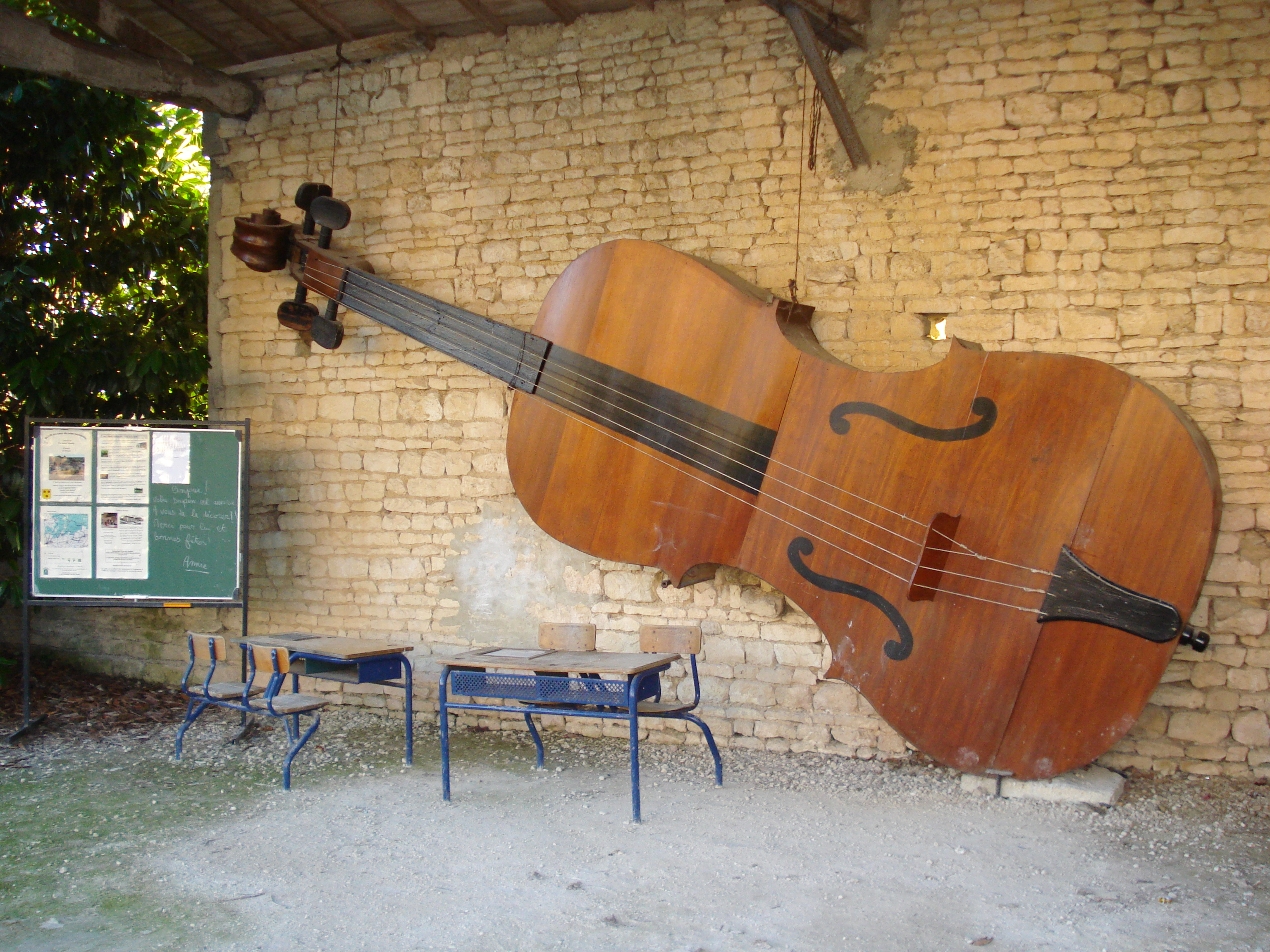
Le violon de Saint-Mandé, fabriqué en 1936.

### Saint-Mandé pendant les Temps Modernes
Lors des guerres de Religion, Saint-Mandé est le théâtre d'un affrontement particulièrement sanglant entre les troupes protestantes chapeautées par Saint-Gelais et Daubigné et les ligueurs catholiques menés sous la houlette de Lamothe où ces derniers se sont cantonnés dans la paroisse. L’événement a lieu en 1585, lors de la huitième guerre de religion, et a marqué durablement la contrée. En effet, 150 combattants périrent à la bataille de Saint-Mandé.
Cette paroisse est une dépendance de la province du Poitou où, pendant tout le XVIIIe siècle, elle relève de la Généralité de Poitiers, de l'Élection de Niort et de la commanderie d'Ensigné, commune actuellement située dans les deux-Sèvres. Lors de la création du département de la Charente-Inférieure en mars 1790, après les événements tumultueux de la Révolution française, Saint-Mandé devient une commune mais est détachée du Poitou et intégrée au canton d'Aulnay.
En 1793, la commune fut débaptisée et fut appelée La Révolution pendant quelques années.

### Saint-Mandé pendant leXIXesiècle
Pendant la Monarchie de Juillet, la commune vivait de l'exploitation forestière et de la production de charbon de bois ainsi que de la culture des céréales grâce à l'excellence des terres de groies. Malgré la diversité de ses activités agricoles, Saint-Mandé est précocement affecté par l'exode rural qui a commencé au début de la période de la Restauration où la commune avait atteint son chiffre record de population avec 870 habitants en 1821. À la fin de la Monarchie de Juillet, la commune a continué de perdre de la population et atteint 812 habitants en 1846.
À la fin du XIXe siècle, un trésor monétaire d'une grande valeur a été découvert dans la commune. Il comportait des écus d'or datés de 1384 à 1422.

### Saint-Mandé-sur-Brédoire pendant leXXesiècle

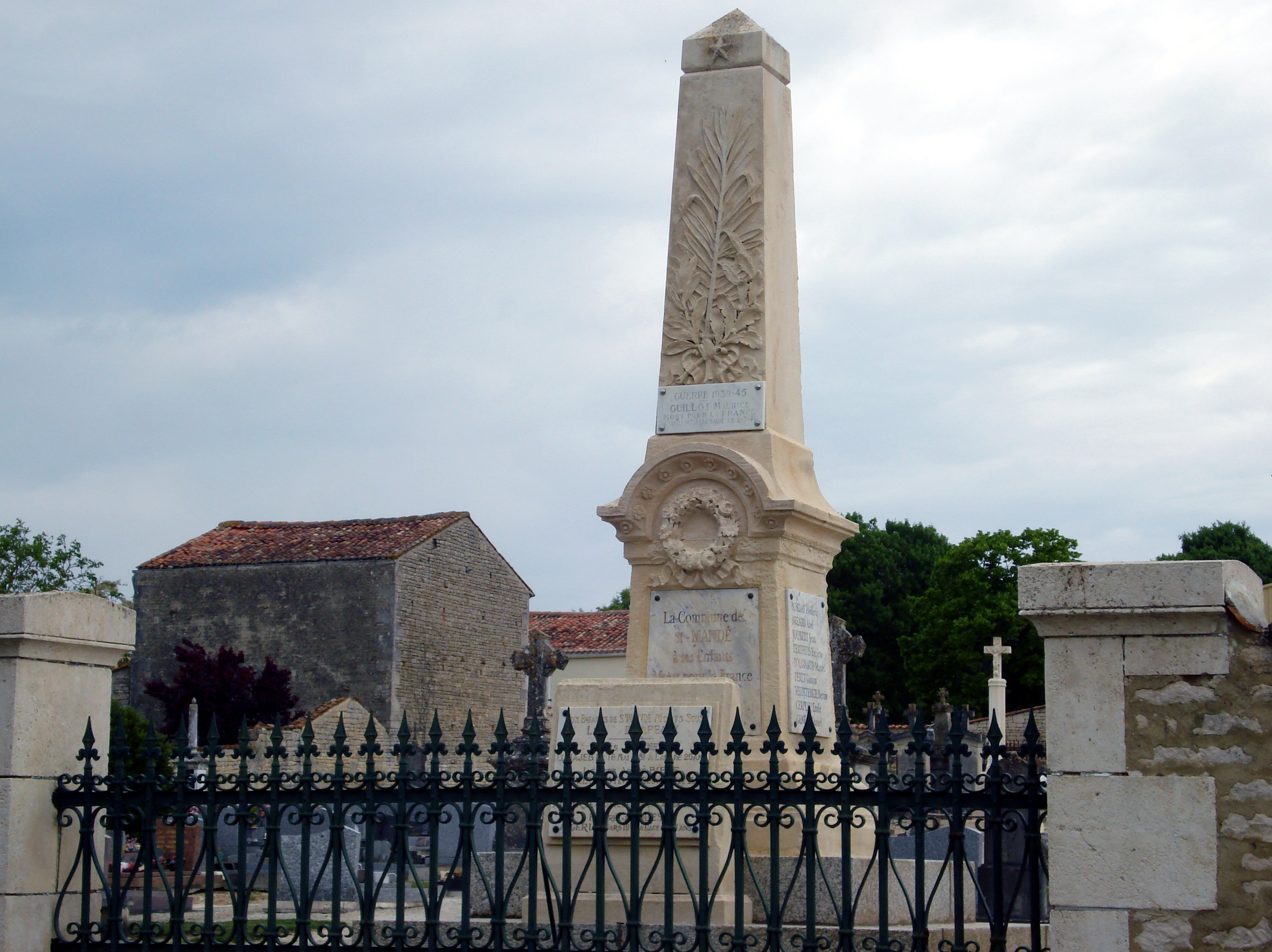
Le monument aux morts.

L'électrification des villages principaux a eu lieu en 1928.

La commune de Saint-Mandé a pris le nom de Saint-Mandé-sur-Brédoire en 1937.

L'adduction d'eau est mise en service en 1953.

## Administration

### Liste des maires

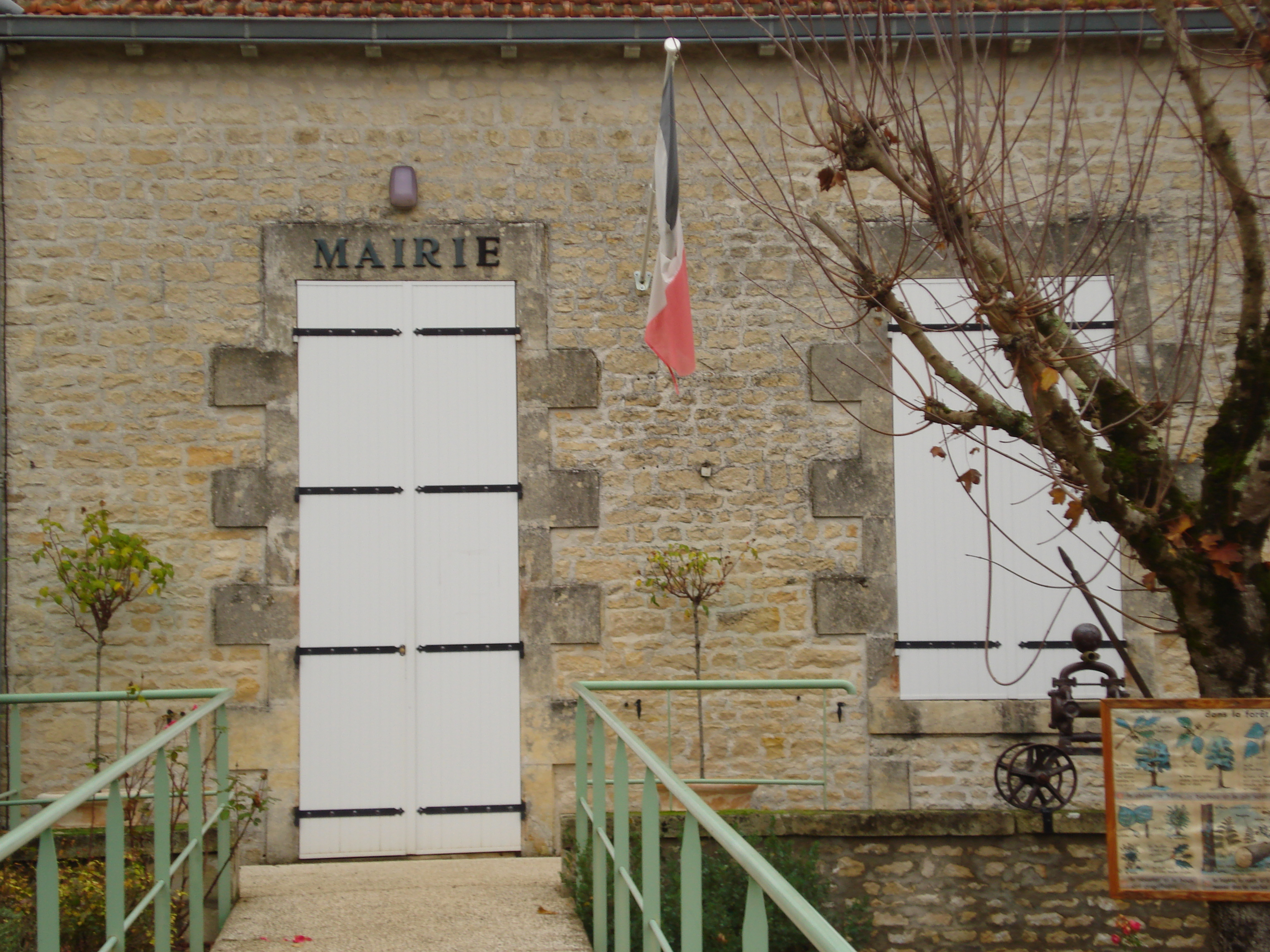
L'entrée de la mairie.

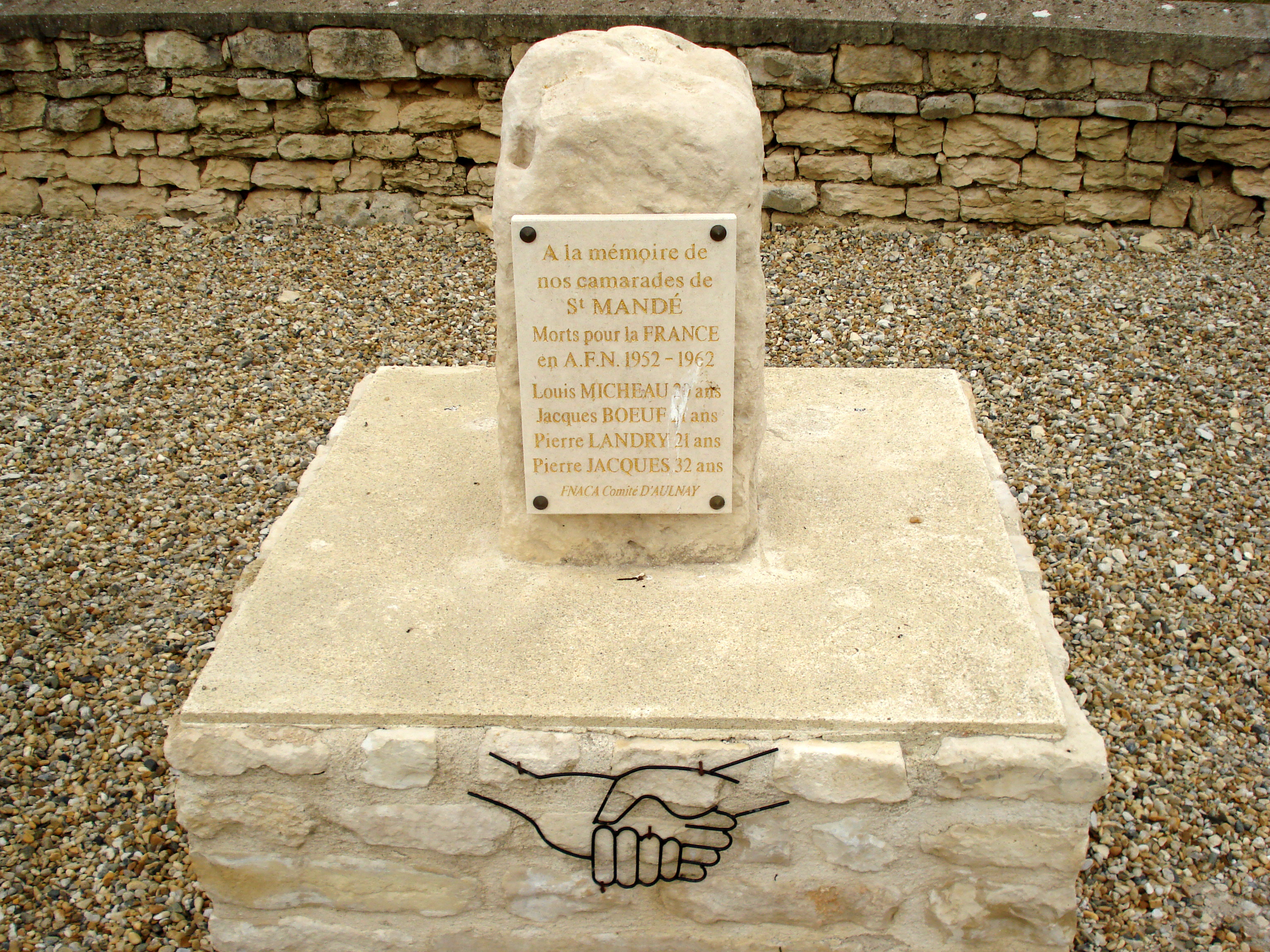
Le monument en mémoire des morts en Afrique du Nord.

| Période                                  | Période  | Identité          | Étiquette | Qualité       |
| ---------------------------------------- | -------- | ----------------- | --------- | ------------- |
| 1811                                     | 1829     | Jean Micheau      |           |               |
| 1829                                     | 1839     | B. Jean Micheau   |           |               |
| 1839                                     | 1843     | Michel G. Breard  |           |               |
| 1843                                     | 1848     | Jacques Borday    |           |               |
| 1848                                     | 1853     | Paul Vergnon      |           |               |
| 1853                                     | 1860     | Pierre Gicaillaud |           |               |
| 1860                                     | 1865     | Jean Guillaud     |           |               |
| 1865                                     | 1870     | Joseph Bertrand   |           |               |
| 1870                                     | 1871     | Charles Ardouin   |           |               |
| 1871                                     | 1875     | Pierre Romenteau  |           |               |
| 1875                                     | 1885     | Eugène Bertrand   |           |               |
| 1885                                     | 1890     | Charles Micheau   |           |               |
| 1890                                     | 1892     | Eugène Bertrand   |           |               |
| 1892                                     | 1908     | Léon Ache         |           |               |
| 1908                                     | 1908     | F. Borday         |           |               |
| 1908                                     | 1912     | Jean Texier       |           |               |
| 1912                                     | 1918     | Jules Micheau     |           |               |
| 1918                                     | 1922     | Honoré Texier     |           |               |
| 1922                                     | 1925     | Abel Breard       |           |               |
| 1925                                     | 1946     | Calixte Foucher   |           |               |
| 1946                                     | 1965     | Daniel Michaud    |           |               |
| 1965                                     | 1971     | Roger Bouchon     |           |               |
| 1971                                     | 1988     | Denis Chapacou    |           |               |
| 1988                                     | 1997     | Marcel Fajoux     |           |               |
| 1997                                     | 2001     | Pierre Connan     |           |               |
| 2001                                     | En cours | Annie Pérochon    | SE        | Fonctionnaire |
| Les données manquantes sont à compléter. |          |                   |           |               |

### Canton
La commune de Saint-Mandé-sur-Brédoire est l'une des 24 communes qui forment le canton d'Aulnay qui est l'un des moins peuplés de la Charente-Maritime mais le plus étendu de tout le département.

### Intercommunalité
La commune adhéra de 1994 à 2013 à la communauté de communes du canton d'Aulnay-de-Saintonge dont le siège administratif était situé à Aulnay-de-Saintonge. Depuis le 1er janvier 2014, la commune adhère à la Communauté de communes des Vals de Saintonge qui regroupe les communes du nord-est de la Charente-Maritime et dont le siège se trouve à Saint-Jean-d'Angély.

## Vie locale
Le village possédait une école de cirque, l'école Lézarts-de-Clownie.
Plusieurs circuits de randonnée à pied, à cheval ou à vélo sont organisés dans la commune.

## Parc éolien
En 2014, un parc éolien constitué de six éoliennes de type Enercon E-70 a été construit à proximité du lieu-dit le Croc.

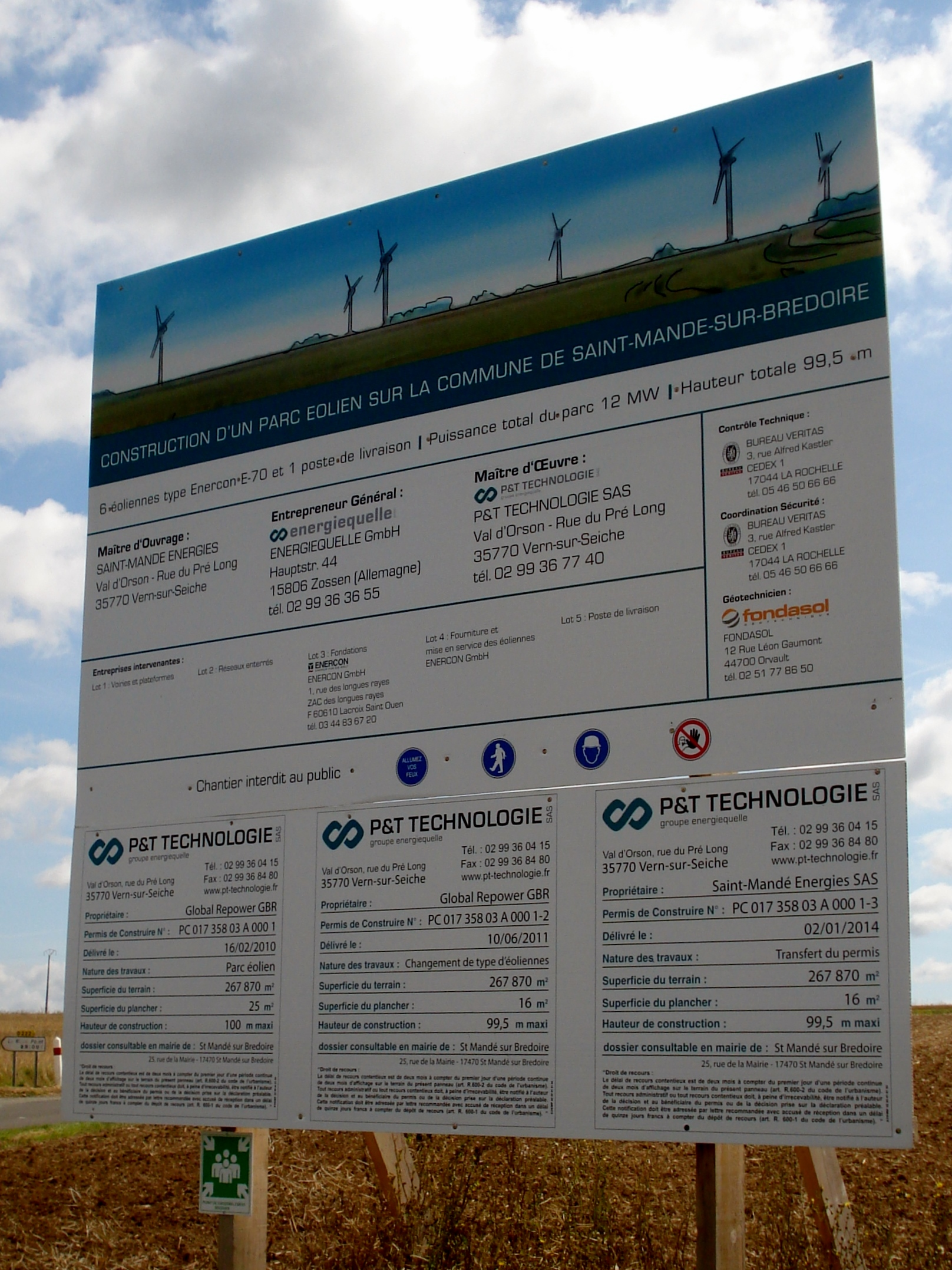
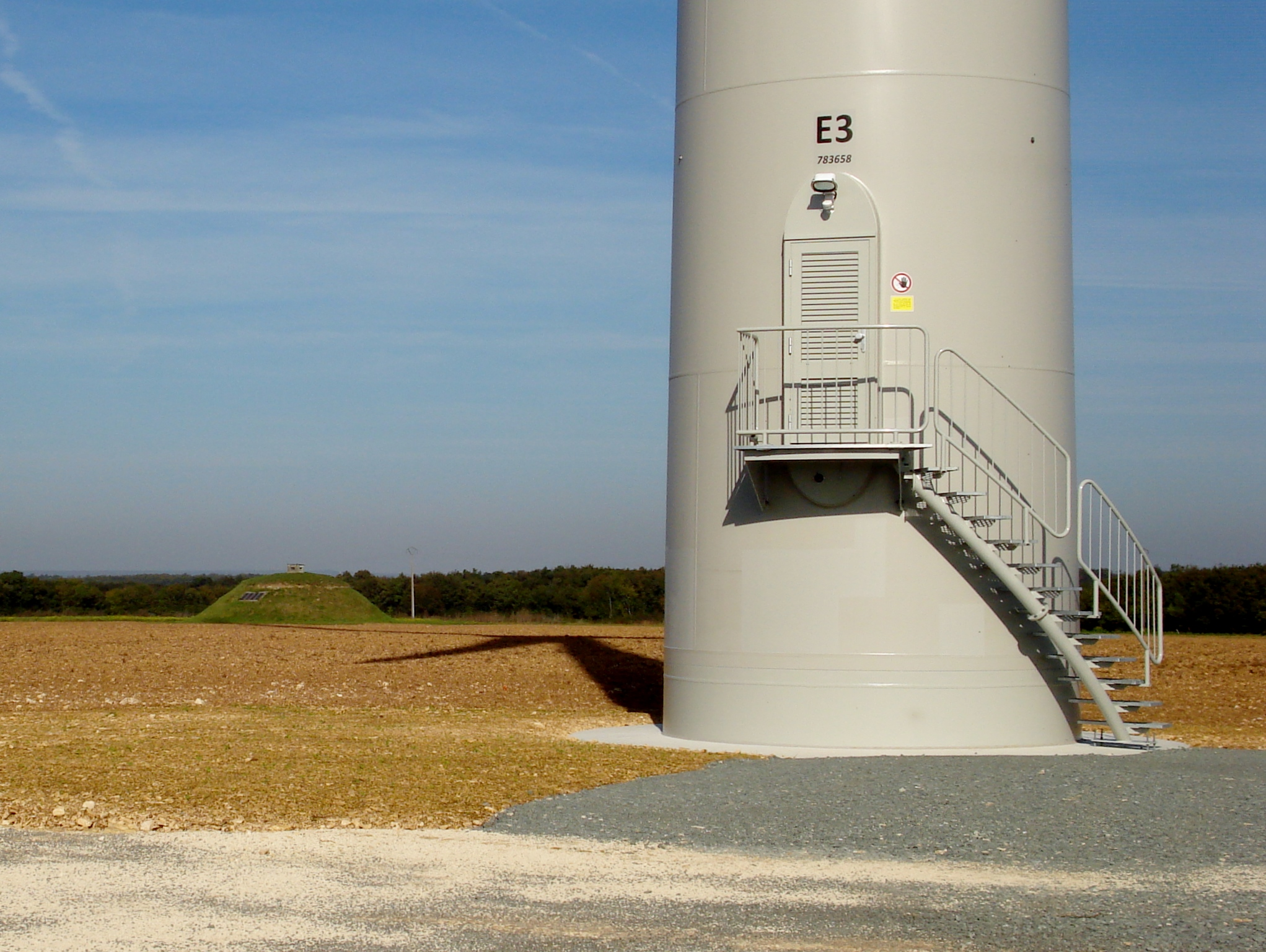
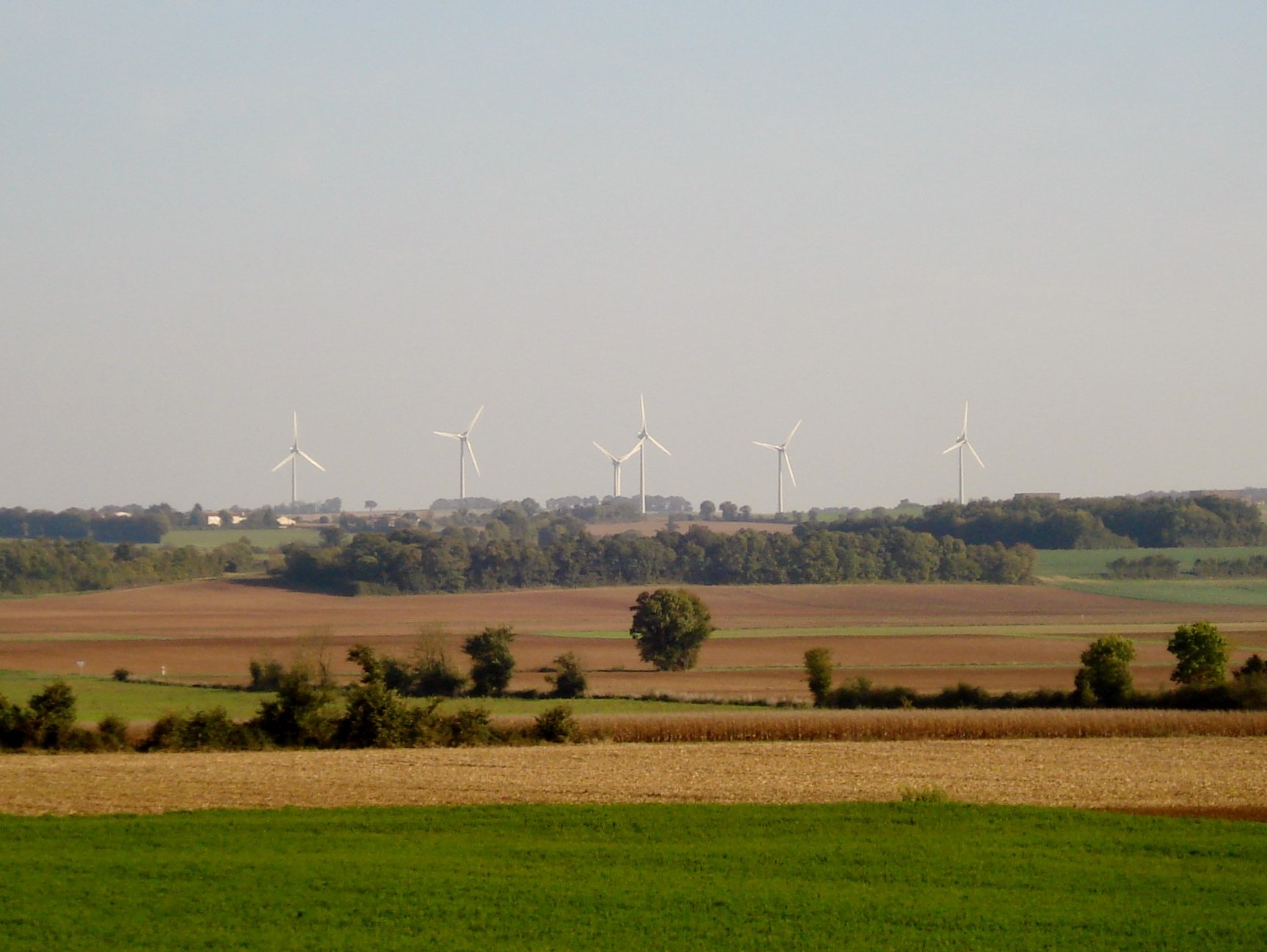
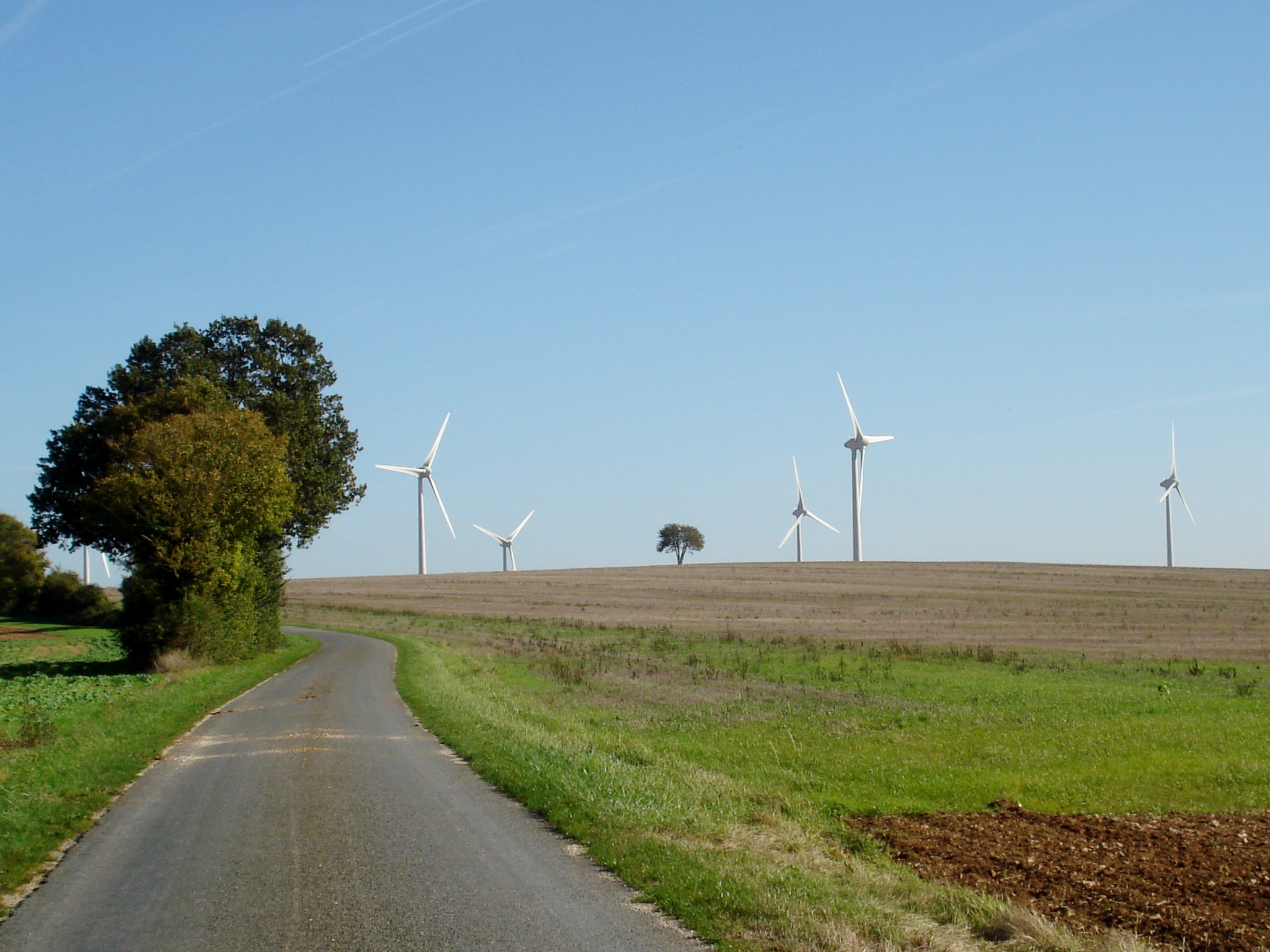
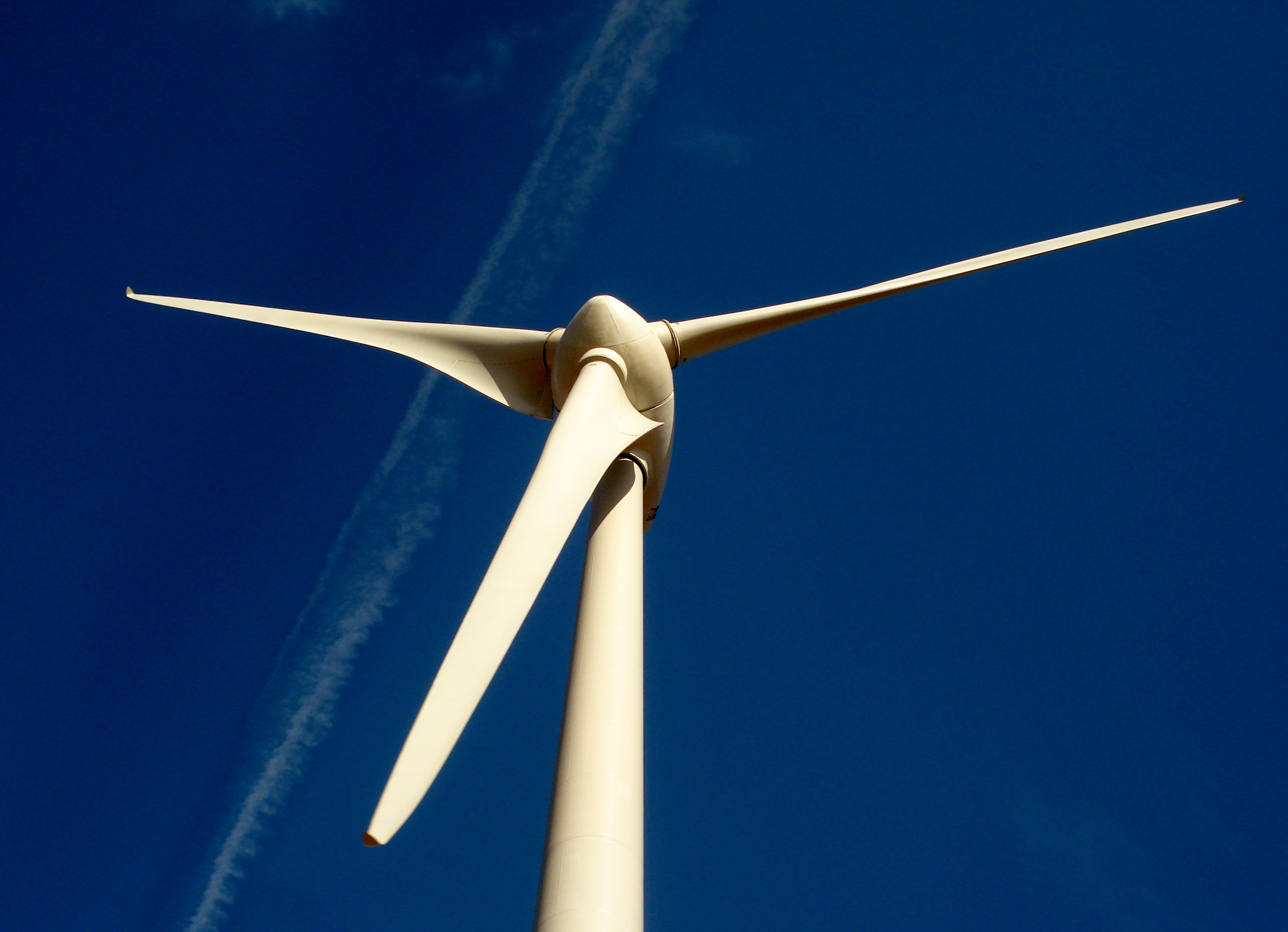

## Sports
Durant du Tour de France 1997, Saint-Mandé-sur-Brédoire fut la première commune de la Charente-Maritime traversée par les coureurs lors de la sixième étape entre Le Blanc et Marennes. Cette étape fut marquée par de nombreux incidents, dont la chute de Mario Cipollini entre Saint-Mandé-sur-Brédoire et Aulnay-de-Saintonge qui justifia son abandon le lendemain. L'arrivée à Marennes a vu aussi le déclassement du vainqueur Erik Zabel au profit de Jeroen Blijlevens devant Djamolidine Abdoujaparov qui fut exclu le jour même pour un contrôle antidopage positif subi quelques jours auparavant. Lors du même sprint, Tom Steels fut aussi exclu pour avoir jeté un bidon sur Frédéric Moncassin.

## Lieux et monuments
L'église Saint-Brice du XIIe siècle : succédant à un établissement religieux antérieur, l'église romane dédiée à Saint-Brice est d'inspiration poitevine. Constituée d'une nef unique, l'abside est voûtée en cul de four, son portail sud en plein cintre est orné de trois voussures aux nombreux sujets historiés. Elle est classée monument historique depuis le 22 octobre 1913,,.

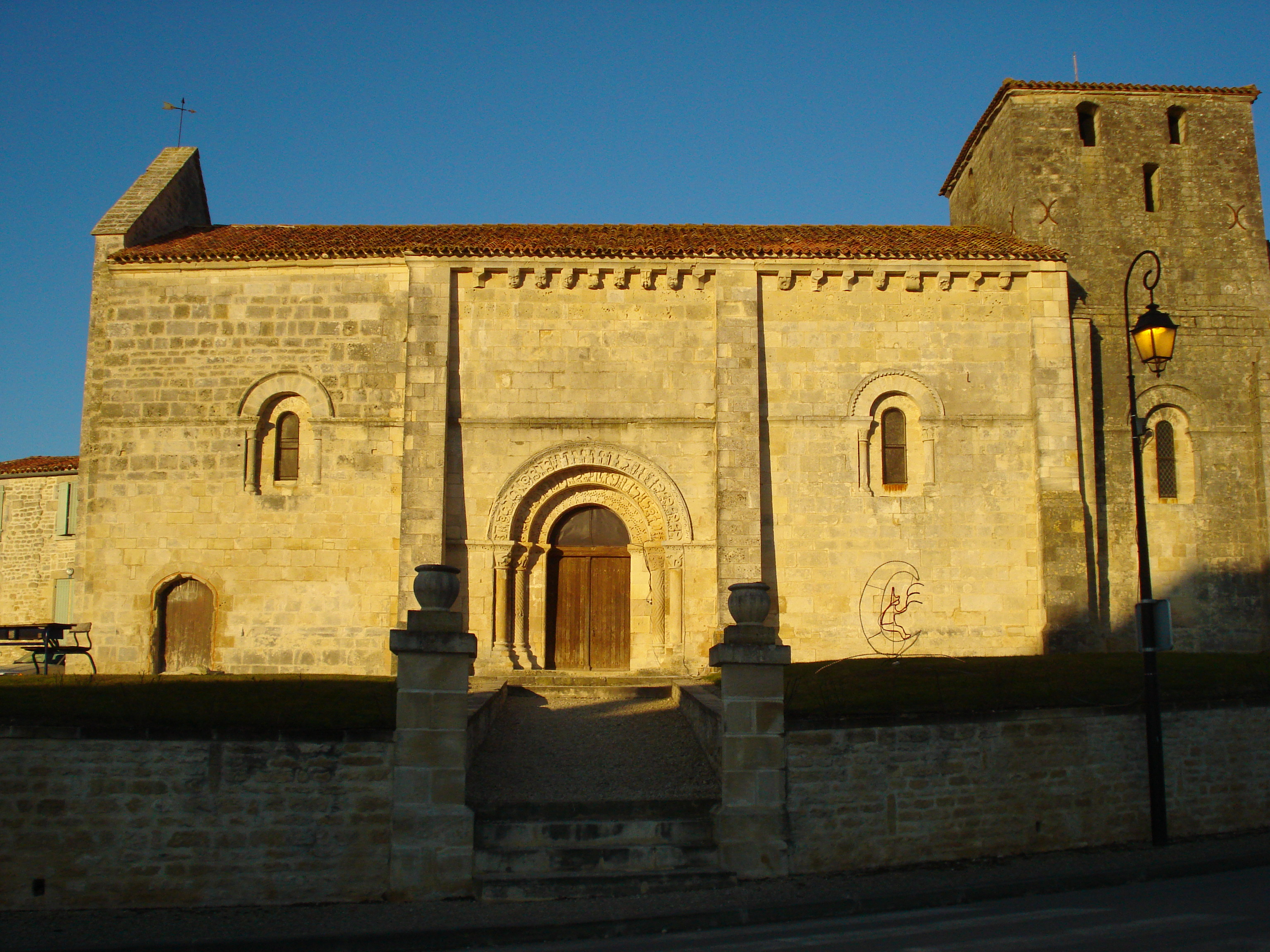
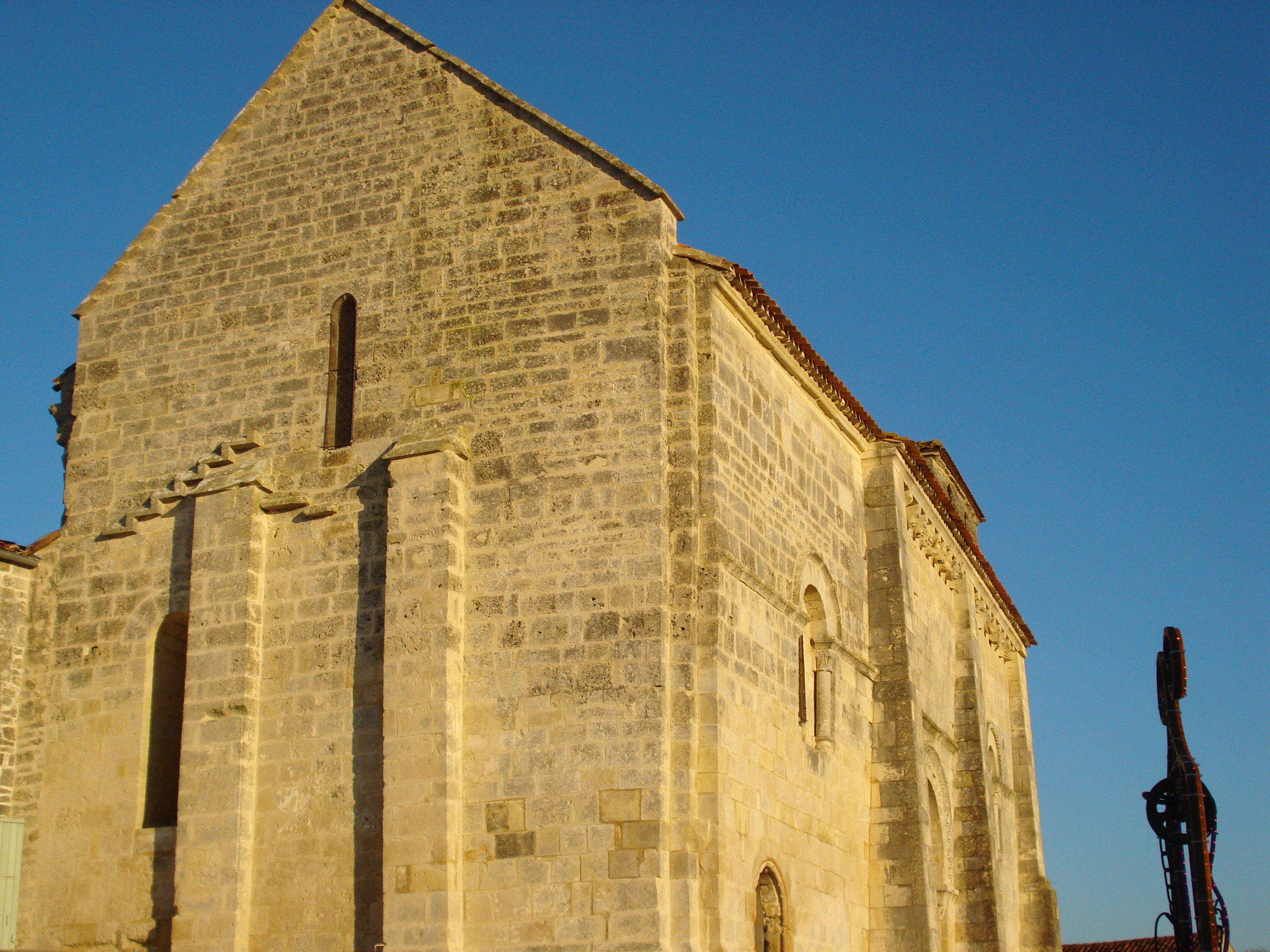
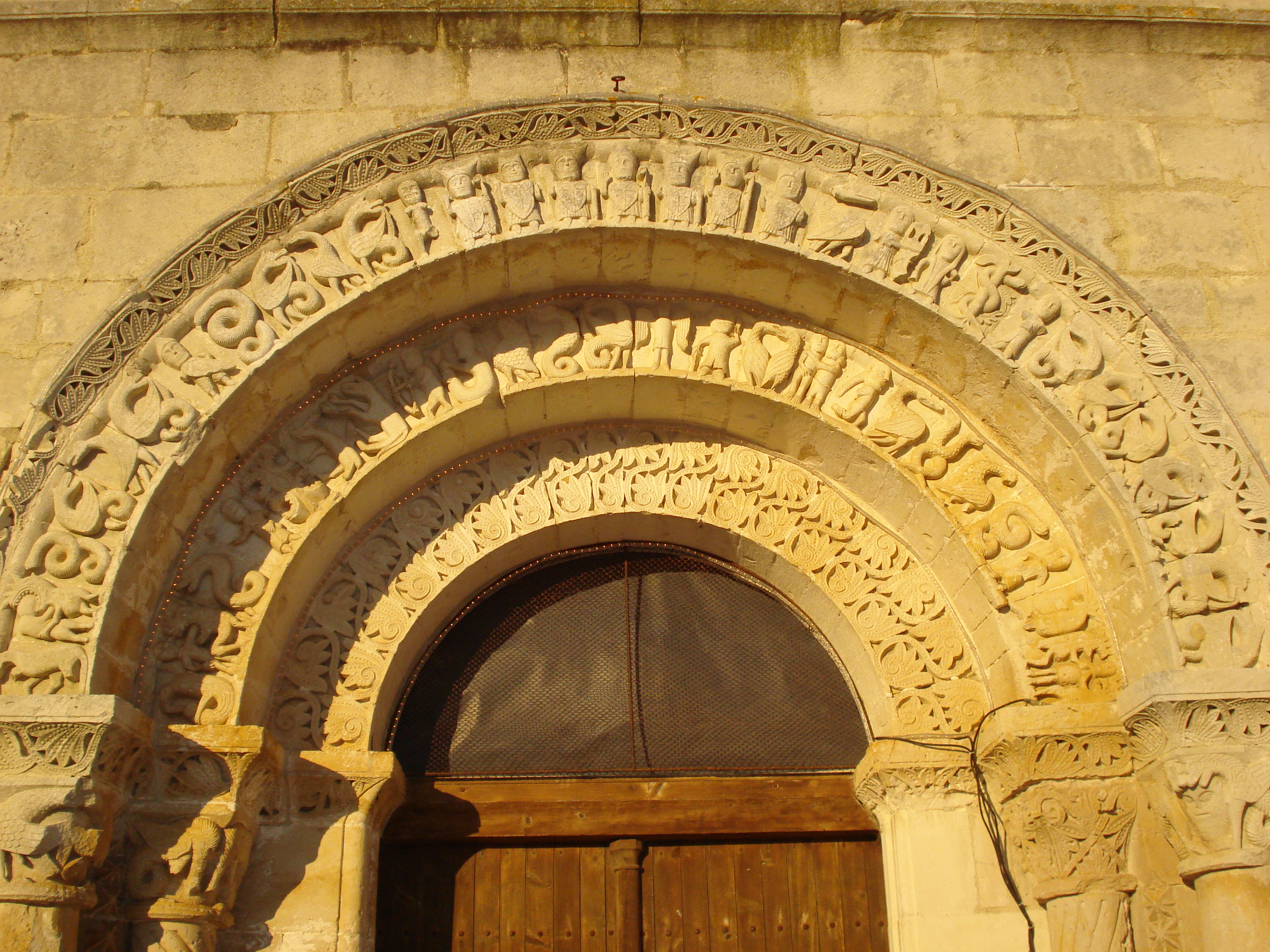

D'autres illustrations sont disponibles sur les sites Vals de Saintonge, Romanes.com et Route Romane.
Le massif forestier d'Aulnay comprenait environ 4000 hectares dont près de 1000 hectares sur la commune. Cette forêt a été totalement dévastée lors de seconde tempête de décembre 1999, la tempête Martin. Ce massif est depuis en complète reconstruction et fait partie des sites Natura 2000 de la Charente-Maritime.
Le Rond-Point est le centre de la forêt, ce lieu remarquable est la convergence de 8 routes dont deux marquent la limite entre la Charente-Maritime et les Deux-Sèvres. Une maison forestière y a été construite à la fin du XIXe siècle.

## Personnalités liées à la commune
- Henri Guérinaud, conseiller général du canton d'Aulnay.
- Denis Chapacou, ancien maire, passionné d'histoire locale, ancien président de l'Association pour l'archéologie et l'histoire d'Aulnay et de sa région (AAHAR) et auteur de plusieurs ouvrages sur Aulnay-de-Saintonge et son canton.

## Héraldique
| Blason | Blasonnement : D’or aux trois tourteaux de gueules. |

### Orientation bibliographique
- Jean Combes et Jacques Daury, Guides des départements - La Charente-Maritime, éditions du Terroir, Tours, 1985. (Monographie sur la commune de Saint-Mandé-sur-Brédoire, p. 200).
- Jean-Luc Flohic (ouvrage collectif sous la direction de), Le patrimoine des communes de la Charente-Maritime, éditions Flohic - Collection Le Patrimoine des communes de France. (Monographie sur la commune de Saint-Mandé-sur-Brédoire, Tome 1, p. 136 à p. 138).
- M.A. Gautier, Le dictionnaire des communes de la Charente-Maritime - Notices communales (réédition de la Statistique du département de la Charente-Inférieure de 1839), éditions Les chemins de la Mémoire, Saintes. (Notice communale sur Saint-Mandé, p. 136).
- Michel de la Torre, Charente-Maritime - L'art et la nature de ses 472 communes, éditions Nathan, Paris, 1985. (Notice sur Saint-Mandé-sur-Brédoire).